# Vdali ot Rodiny
Vdali ot Rodiny (russisk: Вдали от Родины) er en sovjetisk spillefilm fra 1960 af Aleksei Sjvatjko.

## Medvirkende
- Vadim Medvedev
- Zinaida Kirienko
- Olga Vikland
- Vsevolod Aksjonov
- Mikhail Kozakov